# Leichtathletik-Weltmeisterschaften 1991/Weitsprung der Männer

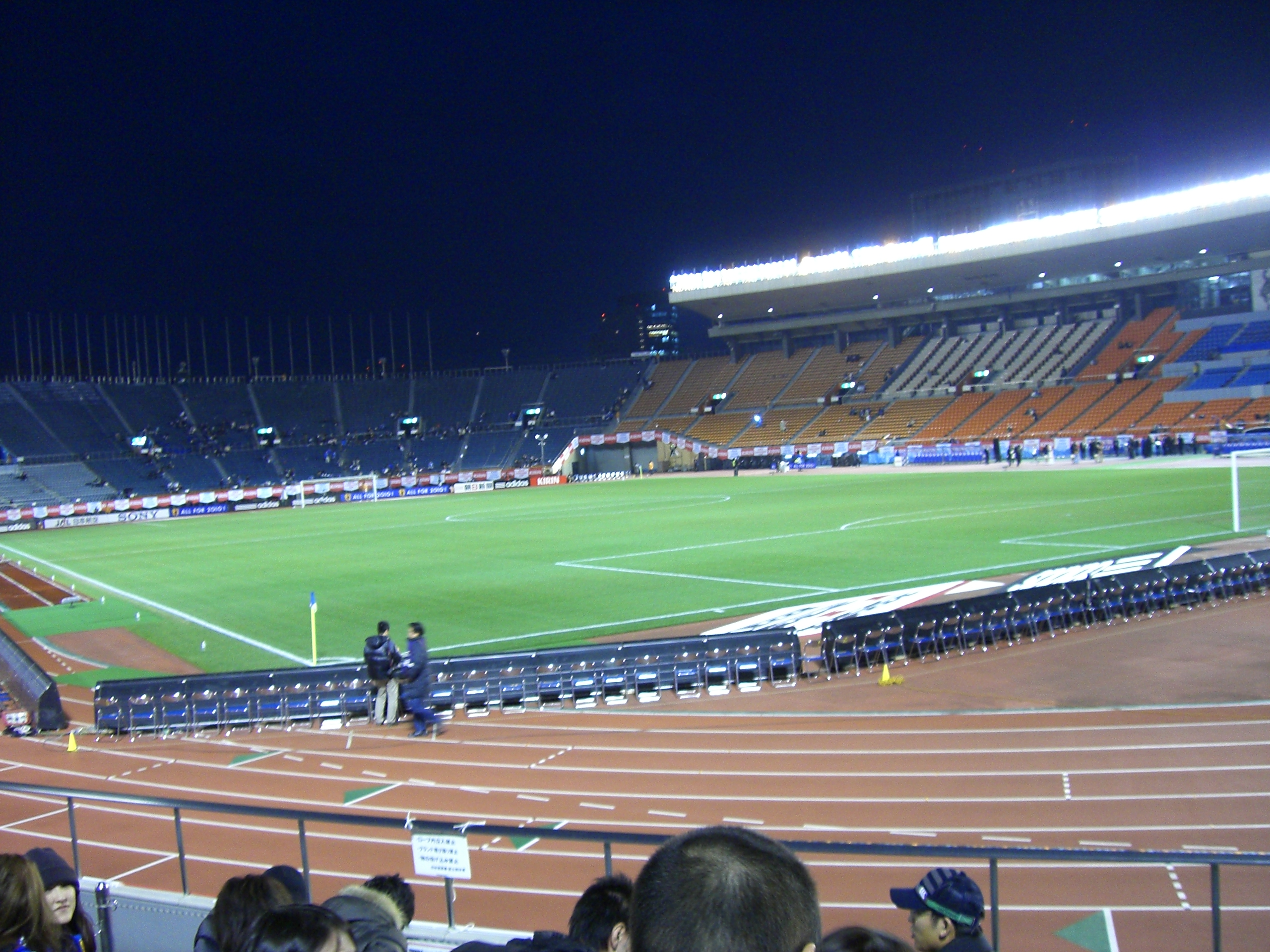
Das Olympiastadion in Tokio im Jahr 2008

Der Weitsprung der Männer bei den Leichtathletik-Weltmeisterschaften 1991 wurde am 29. und 30. August 1991 im Olympiastadion der japanischen Hauptstadt Tokio ausgetragen.
In diesem Wettbewerb verzeichneten die US-amerikanischen Weitspringer einen Dreifacherfolg. Weltmeister wurde der Olympiazweite von 1988 Mike Powell. Er gewann vor dem klar favorisierten weltbesten Weitspringer der letzten Jahre Carl Lewis, der unter anderem zweifacher Weitsprung-Olympiasieger (1984/1988) war und bei beiden bisherigen WM-Austragungen den Weitsprung gewonnen hatte. Hier in Tokio war Lewis bereits Weltmeister mit Weltrekord über 100 Meter geworden und siegte später noch mit der US-Sprintstaffel. Bronze ging an den Olympiadritten von 1988 Larry Myricks.

## Historischer Wettbewerb
Dieser Weitsprung-Wettbewerb ging als das „spannendste und hochklassigste Weitsprung-Duell“ in die Sportgeschichte ein.
Die beiden besten Springer dieses Tages steigerten sich in bis dahin ungekannte Leistungsbereiche. Seit 1968 war Bob Beamons Weltrekord mit 8,90 m völlig unangetastet geblieben. Der seit vielen Jahren weltbeste Weitspringer Carl Lewis, der über 100 Meter bei diesen Weltmeisterschaften bereits Weltrekord gelaufen war, schaffte nun hier in Tokio das scheinbar Unmögliche und übertraf Beamons Weite – wenn auch mit zu starker Windunterstützung. Aber trotz dieser Meisterleistung gewann Lewis diesen Wettbewerb nicht. Mit Mike Powell sprang ein Konkurrent noch weiter, stellte mit 8,95 m einen neuen Weltrekord auf und wurde Weltmeister. Das änderte allerdings nichts daran, dass Lewis, der 1984 und 1988 bereits zweimal Weitsprungolympiasieger war, auch bei den beiden kommenden Olympischen Spielen 1992 und 1996 unter anderem jeweils die Weitsprung-Goldmedaille gewann und damit vierfacher Weitsprungolympiasieger wurde.

## Rekorde / Bestleistungen

### Bestehende Rekorde / Bestleistungen
| Weltrekord               | 8,90 m | Bob Beamon | OS 1968 in Mexiko-Stadt, Mexiko | 18. Oktober 1968  |
| Weltmeisterschaftsrekord | 8,67 m | Carl Lewis | WM 1987 in Rom, Italien         | 5. September 1987 |
| Weltjahresbestleistung   | 8,67 m | Carl Lewis | New York City, USA              | 15. Juni 1991     |

### Rekordverbesserungen
Der bestehende WM-Rekord wurde zweimal verbessert:
- 8,68 m – Carl Lewis (USA), Finale am 30. August, 1. Versuch
- 8,95 m – Mike Powell (USA), Finale am 30. August, 5. Versuch

Carl Lewis übertraf mit seinen Versuchen drei (8,83 m) und vier (8,91 m) seine Weite aus dem ersten Durchgang, diese Sprünge waren jedoch wegen zu starker Windunterstützung nicht bestenlistenreif.
Mike Powell stellte mit seinem Siegessprung gleichzeitig einen neuen Weltrekord auf.

## Windbedingungen
In den folgenden Ergebnisübersichten sind die Windbedingungen zu den jeweils besten Sprüngen benannt. Der erlaubte Grenzwert liegt bei zwei Metern pro Sekunde. Bei stärkerer Windunterstützung wird die Weite für den Wettkampf gewertet, findet jedoch keinen Eingang in Rekord- und Bestenlisten.

## Legende
Kurze Übersicht zur Bedeutung der Symbolik – so üblicherweise auch in sonstigen Veröffentlichungen verwendet:
| – | verzichtet                                                                   |
| x | ungültig                                                                     |
| w | Wind zu stark für die Aufnahme der Leistung in eine Rekord- oder Bestenliste |

## Qualifikation
29. August 1991, 16:10 Uhr
43 Teilnehmer traten in zwei Gruppen zur Qualifikationsrunde an. Die Qualifikationsweite für den direkten Finaleinzug betrug 8,05 m. Sieben Athleten übertrafen diese Marke (hellblau unterlegt). Das Finalfeld wurde mit den fünf nächstplatzierten Sportlern auf zwölf Springer aufgefüllt. Allerdings gab es auf dem zwölften Rang zwei Athleten mit demselben Resultat. Beide waren zur Teilnahme am Finale berechtigt, sodass sich neben den sieben direkt qualifizierten Teilnehmern sogar sechs Weitspringer über ihre Weite für das Finale qualifizierten (hellgrün unterlegt). Für die Finalteilnahme mussten schließlich 8,01 m erbracht werden.

### Gruppe A

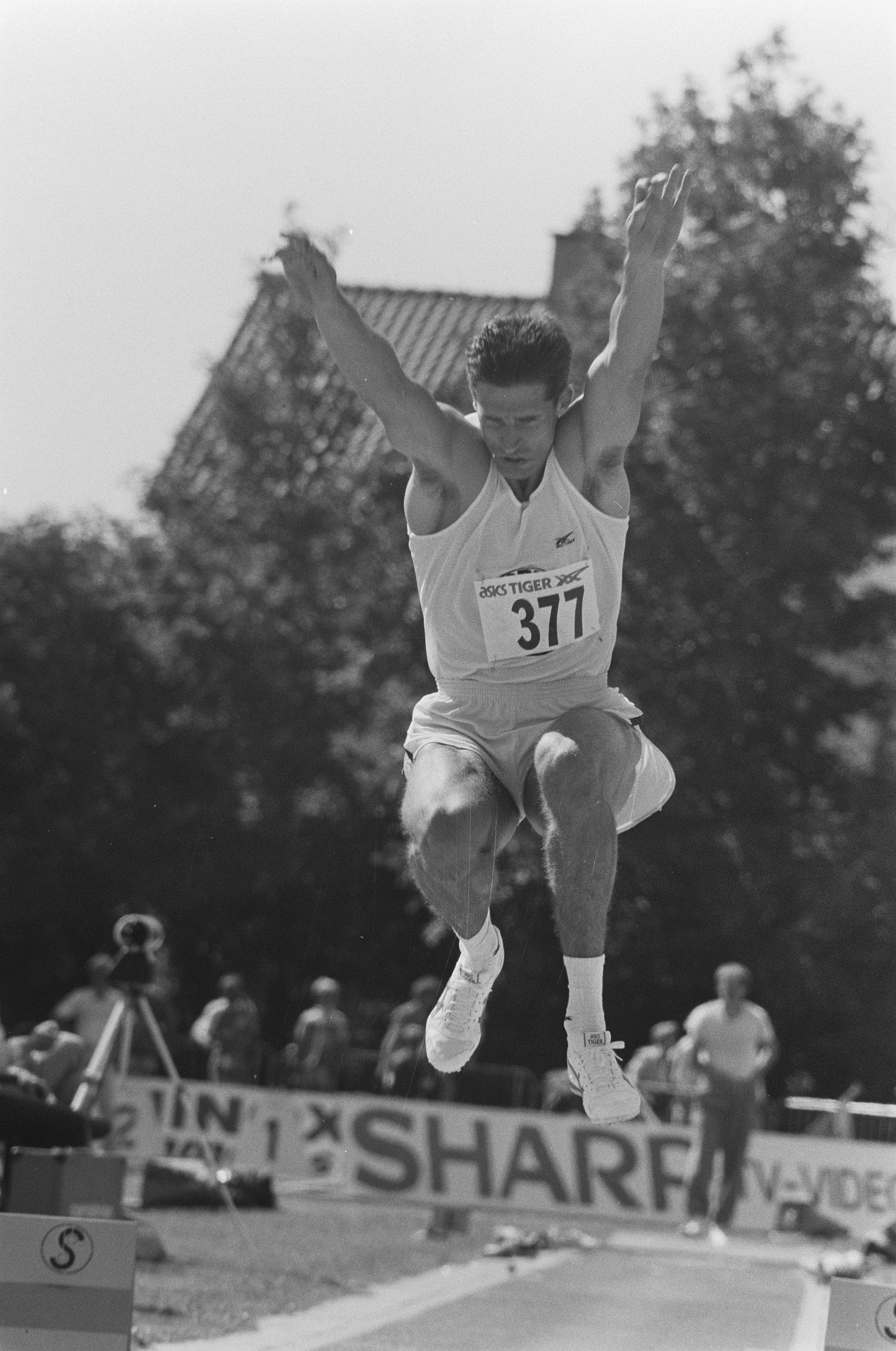
Frans Maas schied mit 7,71 m in der Qualifikation aus

| Platz | Name                 | Nation              | Resultat (m) / Wind (m/s) |
| 1     | Carl Lewis           | USA                 | 8,56 / +0,8               |
| 2     | Chen Zunrong         | Volksrepublik China | 8,05 / +2,3               |
| 3     | André Müller         | Deutschland         | 8,04 / +2,4               |
| 4     | Jaime Jefferson      | Kuba                | 8,04 / +1,7               |
| 5     | Giovanni Evangelisti | Italien             | 8,03 / +1,5               |
| 6     | George Ogbeide       | Nigeria             | 8,02 / +0,3               |
| 7     | Wladimir Otschkan    | Sowjetunion         | 8,01 / +0,4               |
| 8     | David Culbert        | Australien          | 8,01 / k. A.              |
| 9     | Edrick Floréal       | Kanada              | 7,95 / +0,5               |
| 10    | Mark Forsythe        | Großbritannien      | 7,95 / −0,2               |
| 11    | Jesús Oliván         | Spanien             | 7,94 / k. A.              |
| 12    | Milan Gombala        | Tschechoslowakei    | 7,89 / +0,2               |
| 13    | James Sabulei        | Kenia               | 7,86 / +1,1               |
| 14    | Paulo de Oliveira    | Brasilien           | 7,78 / +1,2               |
| 15    | Badara Mbengue       | Senegal             | 7,75 / +0,7               |
| 16    | Iwan Stojanow        | Bulgarien           | 7,73 / +0,6               |
| 17    | Frans Maas           | Niederlande         | 7,71 / +0,7               |
| 18    | Lotfi Khaida         | Algerien            | 7,68 / +0,4               |
| 19    | Jonathan Moyle       | Neuseeland          | 7,52 / +0,1               |
| 20    | François Reteno      | Gabun               | 7,15 / +1,5               |
| 21    | Khalid Ahmed Mousa   | Sudan               | 6,58 / +1,2               |
| NM    | Hitoshi Shimo        | Japan               | ogV                       |

### Gruppe B

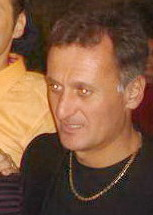
Robert Emmijan, 1986 Europameister, fehlte mit seinen 8,00 Metern nur ein Zentimeter zur Finalteilnahme
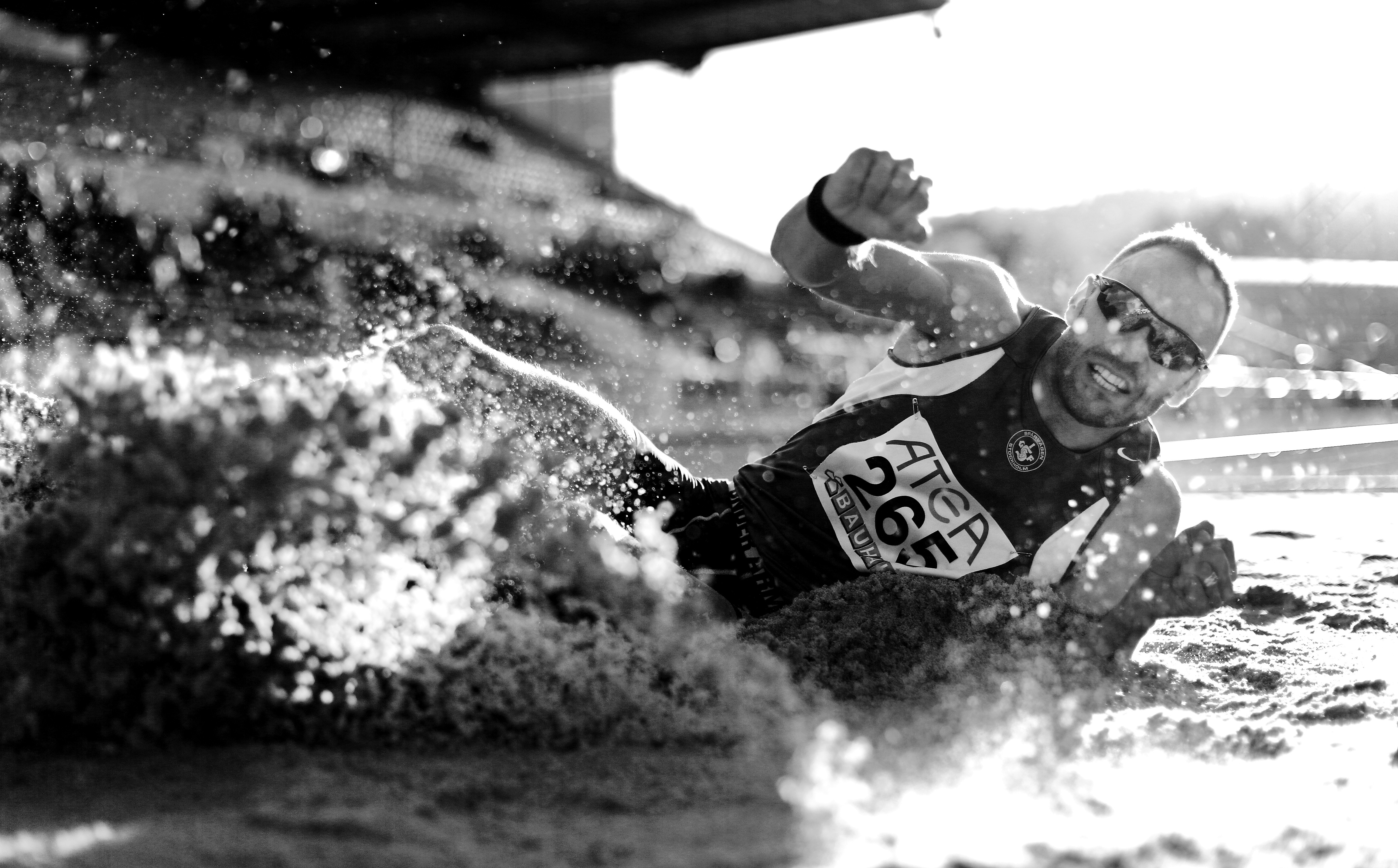
Mattias Sunneborns 7,61 m waren zu wenig, um im Finale dabei zu sein

| Platz | Name                    | Nation                       | Resultat (m) / Wind (m/s) |
| 1     | Dietmar Haaf            | Deutschland                  | 8,21 / +0,8               |
| 2     | Larry Myricks           | USA                          | 8,20 / k. A.              |
| 3     | Mike Powell             | USA                          | 8,19 / +0,1               |
| 4     | Konstandinos Koukodimos | Griechenland                 | 8,12 / +0,7               |
| 5     | Bogdan Tudor            | Rumänien                     | 8,05 / +0,5               |
| 6     | Robert Emmijan          | Sowjetunion                  | 8,00 / +0,8               |
| 7     | Ian James               | Kanada                       | 7,94 / +1,0               |
| 8     | Fausto Frigerio         | Italien                      | 7,88 / +0,9               |
| 9     | Jarmo Kärnä             | Finnland                     | 7,79 / +0,6               |
| 10    | Ángel Hernández         | Spanien                      | 7,75 / −0,3               |
| 11    | Huang Geng              | Volksrepublik China          | 7,69 / −0,2               |
| 12    | Krassimir Mintschew     | Bulgarien                    | 7,62 / +1,2               |
| 13    | Csaba Almási            | Ungarn                       | 7,62 / +0,4               |
| 14    | Mattias Sunneborn       | Schweden                     | 7,61 / +0,8               |
| 15    | Murat Ayaydin           | Türkei                       | 7,57 / +0,5               |
| 16    | Franck Zio              | Burkina Faso                 | 7,50 / +0,3               |
| 17    | Saeed Musabbah Ali      | Vereinigte Arabische Emirate | 7,05 / +0,3               |
| 18    | Kareem Streete-Thompson | Cayman Islands               | 6,99 / +0,3               |
| NM    | Dmitri Bagrjanow        | Sowjetunion                  | ogV                       |
| NM    | Borut Bilač             | Jugoslawien                  | ogV                       |
| NM    | Craig Hepburn           | Bahamas                      | ogV                       |

## Finale
30. August 1991, 17:30 Uhr
| Rang | Name                    | Nation              | Resultat (m) Wind (m/s) | 1. Versuch (m)                          | 2. Versuch (m)                          | 3. Versuch (m)                          | 4. Versuch (m)                           | 5. Versuch (m)                           | 6. Versuch (m)                           |
| 1    | Mike Powell             | USA                 | 8,95 / +0,3 WR          | 7,85                                    | 8,54                                    | 8,29                                    | –                                        | 8,95 WR                                  | –                                        |
| 2    | Carl Lewis              | USA                 | 8,91 / +2,9             | 8,68 CR                                 | –                                       | 8,83w                                   | 8,91w                                    | 8,87                                     | 8,84                                     |
| 3    | Larry Myricks           | USA                 | 8,42 / +0,8             | –                                       | 8,20                                    | –                                       | 8,41                                     | 8,42                                     | –                                        |
| 4    | Dietmar Haaf            | Deutschland         | 8,22 / +3,3             | 8,01                                    | –                                       | 8,22w                                   | 8,05w                                    | –                                        | –                                        |
| 5    | Bogdan Tudor            | Rumänien            | 8,06 / +2,7             | 7,85                                    | 8,00                                    | –                                       | –                                        | 8,06                                     | –                                        |
| 6    | David Culbert           | Australien          | 8,02 / +1,9             | –                                       | 7,53                                    | 8,02                                    | 7,57                                     | –                                        | 7,60                                     |
| 7    | Giovanni Evangelisti    | Italien             | 8,01 / +0,7             | 7,97                                    | 7,96                                    | –                                       | –                                        | 8,01                                     | 7,99                                     |
| 8    | Wladimir Otschkan       | Sowjetunion         | 7,99 / +2,1             | 7,99w                                   | –                                       | –                                       | –                                        | 5,89                                     | –                                        |
|      |                         |                     |                         |                                         |                                         |                                         |                                          |                                          |                                          |
| 9    | Jaime Jefferson         | Kuba                | 7,94 / −0,5             | Ablauf in den Quellen nicht aufgelistet | Ablauf in den Quellen nicht aufgelistet | Ablauf in den Quellen nicht aufgelistet | nicht im Finale der besten acht Springer | nicht im Finale der besten acht Springer | nicht im Finale der besten acht Springer |
| 10   | André Müller            | Deutschland         | 7,94 / +3,1             | Ablauf in den Quellen nicht aufgelistet | Ablauf in den Quellen nicht aufgelistet | Ablauf in den Quellen nicht aufgelistet | nicht im Finale der besten acht Springer | nicht im Finale der besten acht Springer | nicht im Finale der besten acht Springer |
| 11   | Chen Zunrong            | Volksrepublik China | 7,92 / +0,5             | Ablauf in den Quellen nicht aufgelistet | Ablauf in den Quellen nicht aufgelistet | Ablauf in den Quellen nicht aufgelistet | nicht im Finale der besten acht Springer | nicht im Finale der besten acht Springer | nicht im Finale der besten acht Springer |
| 12   | Konstandinos Koukodimos | Griechenland        | 7,92 / −1,5             | Ablauf in den Quellen nicht aufgelistet | Ablauf in den Quellen nicht aufgelistet | Ablauf in den Quellen nicht aufgelistet | nicht im Finale der besten acht Springer | nicht im Finale der besten acht Springer | nicht im Finale der besten acht Springer |
| 13   | George Ogbeide          | Nigeria             | 7,78 / +0,8             | Ablauf in den Quellen nicht aufgelistet | Ablauf in den Quellen nicht aufgelistet | Ablauf in den Quellen nicht aufgelistet | nicht im Finale der besten acht Springer | nicht im Finale der besten acht Springer | nicht im Finale der besten acht Springer |

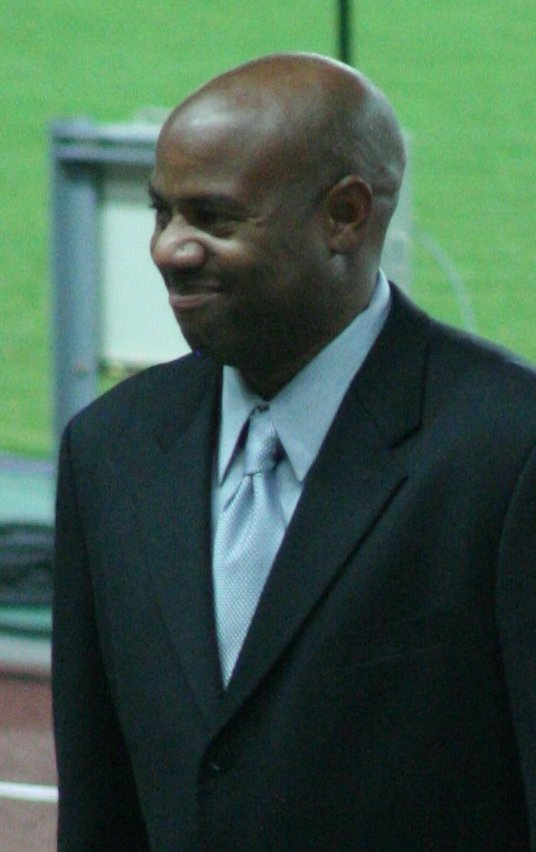
Mike Powell, 1988 Olympiazweiter, schrieb als neuer Weltmeister mit Weltrekord hier Sportgeschichte
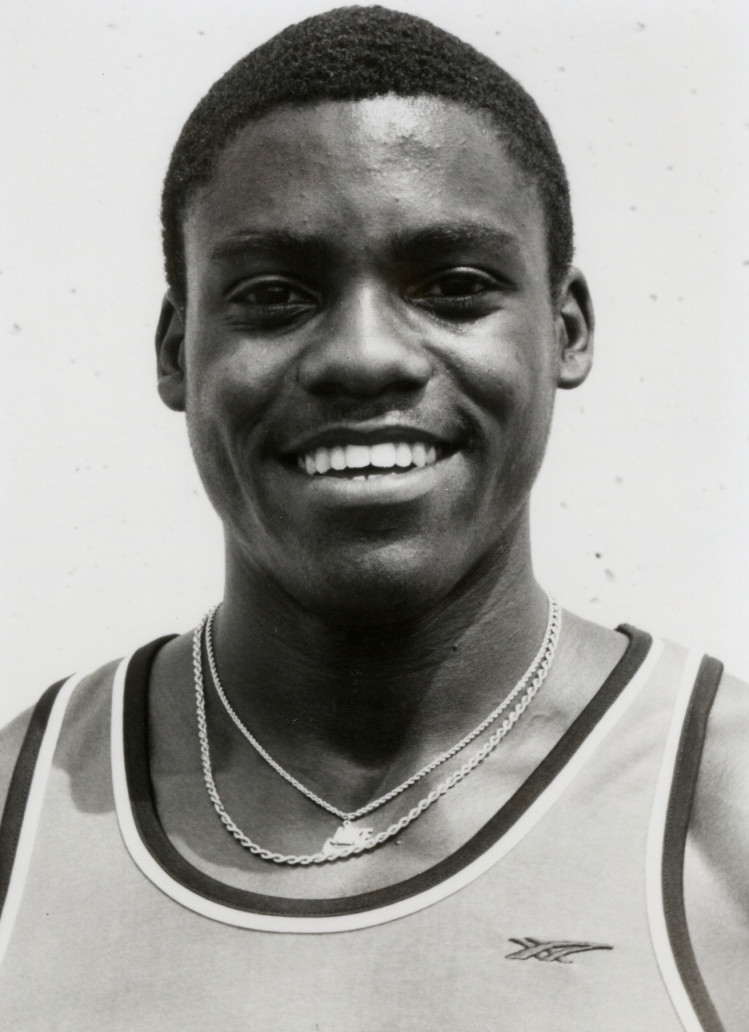
Für Carl Lewis, den Favoriten und weltbesten Weitspringer der letzten – und auch der kommenden – Jahre blieb diesmal trotz großartiger Leistung nur Rang zwei

## Videolinks
- Mike Powell vs. Carl Lewis - Long Jump - World Record, Video veröffentlicht am 20. März 2006 auf youtube.com, abgerufen am 15. April 2020
- Mike Powell - World Long Jump Record 1991, veröffentlicht 21. April 2013 auf youtube.com, abgerufen am 15. April 2020